# Победим
Победим (слч. Pobedim) насељено је мјесто са административним статусом сеоске општине (слч. obec) у округу Ново Место на Ваху, у Тренчинском крају, Словачка Република.

## Становништво
| Година:    | 1994. | 2004.   | 2014.   | 2024.   |
| ---------- | ----- | ------- | ------- | ------- |
| Број људи: | 1231  | 1218    | 1177    | 1111    |
| Разлика:   |       | -1,05 % | -3,36 % | -5,60 % |

| Година:    | 2023. | 2024.   |
| ---------- | ----- | ------- |
| Број људи: | 1128  | 1111    |
| Разлика:   |       | -1,50 % |

Према подацима о броју становника из 2024. године насеље је имало 1111 становника.